# Прокопович Петро Іванович
Петро́ Іва́нович Прокопо́вич (29 червня (10 липня) 1775, с. Митченки, Батуринська сотня, Ніжинський полк — 22 березня (3 квітня) 1850, с. Пальчики, Конотопський повіт, Чернігівська губернія) — український бджоляр, основоположник раціонального рамкового бджільництва.
Автор низки видатних винаходів, які мали велике значення для розвитку світового бджільництва.

## Біографія

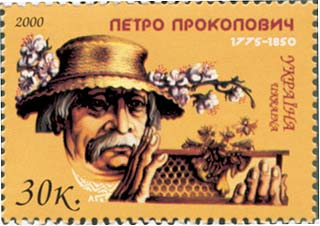
Петро Прокопович на поштовій марці України

Народився в селі Митченки поблизу Батурина в сім'ї священика козацького роду.
Навчався у Києво-Могилянській Академії.
Після навчання служив у Переяславському кінно-єгерському полку. З військової служби звільнився 1798 року в ранзі підпоручника.

Пам'ятник Петру Прокоповичу в Івано-Франківську

Після відставки почав займатися бджільництвом на пасіці молодшого брата Степана, і до 1808 року вже мав 580 вуликів.
Вивчав біологію бджолиної сім'ї, вдосконалював методи бджільництва.
1814 року створив перший у світі розбірний рамковий вулик. У ньому винахідник вперше виділив рамку в самостійну частину бджолиного житла. Рамка не створювала позарамкового простору. Це зберігало комфортність зимівлі клубу бджіл, що втрачена у сучасних вуликах. Таким чином стало можливим вільно оглядати бджолину сім'ю й активно впливати на хід її розвитку. Вулик Прокоповича дозволив вилучати мед, не винищуючи димом бджіл, як це практикувалося в ті часи. Нині рамкою оперують мільйони пасічників у світі.
Ще один визначний винахід Прокоповича — дерев'яна перегородка з отворами, через які проходять тільки робочі бджоли, що дає можливість отримувати чистий мед у рамках.
Усвідомлюючи важливість свого відкриття, Прокопович створив першу в Російській імперії та єдину тоді в Європі школу пасічників. Спершу вона містилася в рідному селі бджоляра — Митченках Конотопського повіту Чернігівщини, а з 1830 року — на хуторі біля села Пальчики, купленому спеціально для цієї мети. За 53 роки існування школи з неї вийшло понад 700 кваліфікованих пасічників. 
1839 Прокопович мав майже 3 тисячі бджолосімей, які приносили господарю до 20 тис. руб щорічного прибутку. Згодом його пасіка стала найбільшою в світі — вона нараховувала 10 000 бджолосімей.
Був дійсним членом Московського товариства сільського господарства.

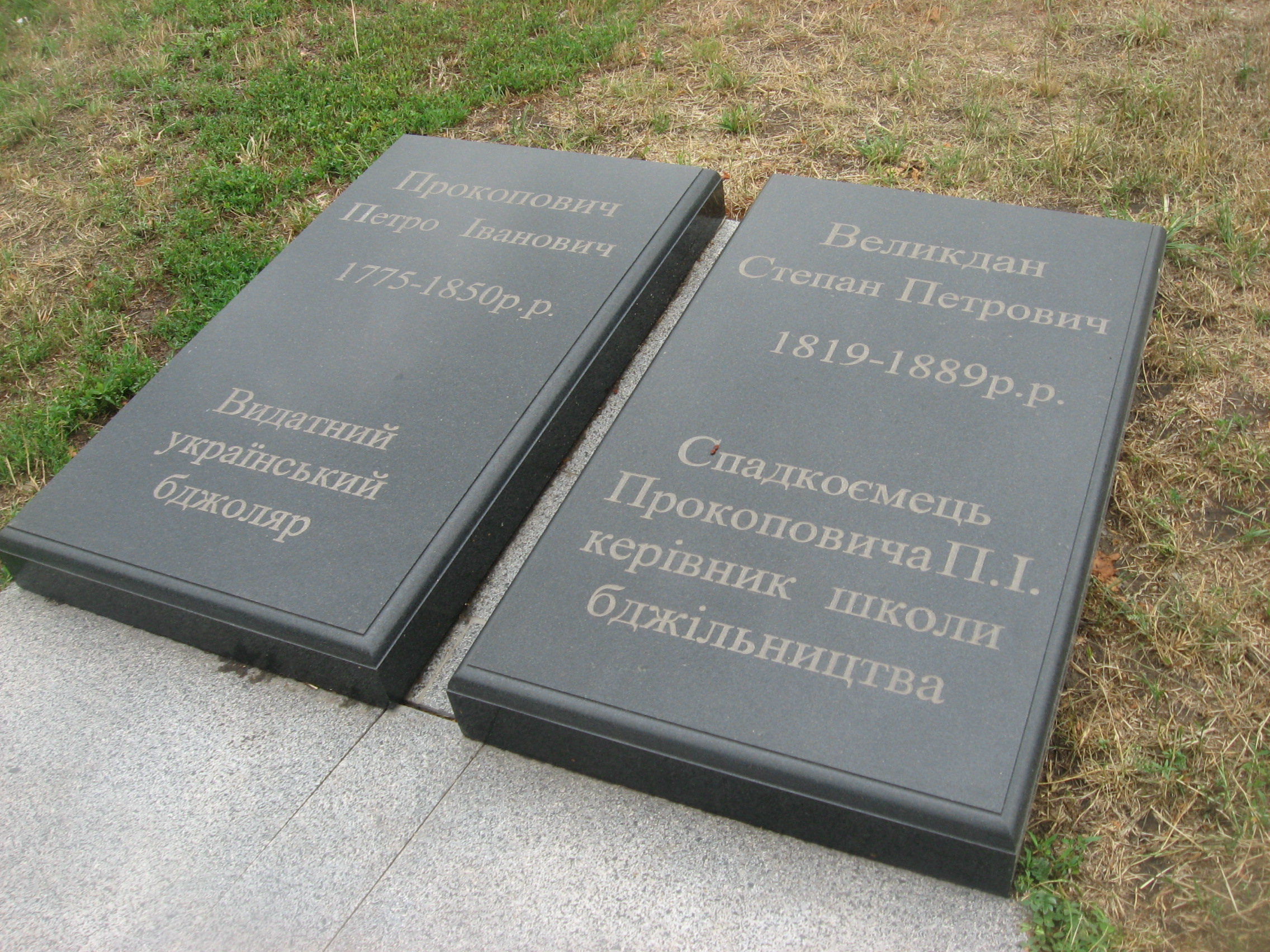
Меморіальна дошка біля села Пальчики на могилі П. І. Прокоповича

Пасіку Прокоповича відвідав навіть імператор Микола I, після чого було укладено угоду про постійні поставки меду до царського двору.
Широко поширена легенда про те, що дізнавшись, що залізниця Москва—Київ має пройти через його землі, Петро Прокопович надіслав на ім'я імператора прохання «задля збереження чистоти меду» змінити проєкт, обіцяючи оплатити всі додаткові витрати. Внаслідок цього залізниця замість Глухова і Батурина пролягла через Конотоп і Бахмач. Насправді перша залізниця на Київ від Курська (лише у 1895 році вона була протягнута до Москви) була побудована у 1866—1868 роках і Прокопович, який помер у 1850 році, не мав жодного відношення до визначення її траси.
Натомість прохання Прокоповича «височайше дозволити» влаштувати в Пальчиках друкарню для видання власної книги «Записки о пчелах» (бджоляр побоювався, що редагування його творів нефахівцями призведе до профанації) зустріло негативну відповідь. Через це твір так і залишився неопублікованим.
За своє життя надрукував понад 60 статей в газетах і журналах. Багато з його праць актуальні й сьогодні (наприклад, безмедикаментозний спосіб лікування гнильцю методом перегону бджіл у нове гніздо).
Нагороджений орденом Святого Володимира 4 ст., золотими і срібними медалями.

## Прокопович та Тарас Шевченко
В 1843 році школу Прокоповича відвідав Тарас Шевченко. Під час перебування він намалював начерк картини «На пасіці», на якій зобразив одного з майстрів Прокоповича разом з дочками. Також Шевченко згадував Прокоповича у повісті «Близнюки», де називав його «славным пчеловодом».
|                                                  |  |  |
| Ювілейна монета НБУ присвячена Петру Прокоповичу |  |  |

## Доля спадщини Прокоповича та вшанування його пам'яті

Пам'ятник, встановлений на могилі Петра Прокоповича біля с. Пальчики, був викрадений мисливцями за кольоровими металами

Похований у селі Пальчики, де на території, де розташовувалася його школа. На могилі у 2008 було споруджено пам'ятник роботи Геннадія Єршова, але його викрали мисливці за кольоровими металами.
Бджолярська школа пережила свого засновника на 29 років, але коли 1879 року несподівано помер продовжувач справи великого бджоляра — його син Степан, уряд наклав арешт на шкільне майно, не описавши його. Через це школу фактично було пограбовано — разом зі зрубаними липами та зниклими пасіками загинули рукопис невиданої книги Петра Прокоповича й навіть його портрети. Тому нема впевненості, що на відомому портреті Прокоповича зображений саме він.
Найперший і найоригінальніший пам'ятник бджоляру встановлено 1935 року у Львові. Він точно відтворює винайдений Прокоповичем рамковий вулик. Пам'ятник виготовлено з вапняку й прикрашено бронзовим медальйоном із профілем вченого й роками його життя.
Іменем Прокоповича названо Український інститут бджільництва.
В 1975 році в Батурині в парку «Кочубеївський» встановлено пам'ятник Петру Прокоповичу, скульптор Інна Коломієць.
8 липня 2015 до 240 річчя народження Петра Прокоповича НБУ випустив в обіг пам'ятну монету номіналом 2 гривні.

Вулиці, названі на честь Петра Прокоповича, існують у Батурині, Києві, Ніжині. 

Пасіка імені бджоляра Петра Прокоповича в Батурині
Пасіка імені бджоляра Петра Прокоповича в Батурині
Альтанка біля могили Петра Прокоповича
Пам’ятник Петру Прокоповичу в Батурині. Споруджено у 1975 році
У музеї меду, м. Гадяч
Пам’ятник Петру Прокоповичу у Львові

## Твори
- Прокопович П. І. Вибрані твори: у 3-х т. — Харків: Фактор, 2010—2012.